# كريستينا (إليا)
كريستينا (Κρέστενα) هي مدينة في إليا في مقاطعة كينتريكي إلادا في اليونان.